# 関西パイプ工業
関西パイプ工業株式会社 (かんさいぱいぷこうぎょう、英: KANSAI PIPE INDUSTRIES, LTD. 、略: KPI) は大阪市平野区に本社・工場をおく、非鉄金属製品を製造する企業。1941年に創業、アルミ合金・銅合金の管棒線材を中心に金属材料を製造。新都市交通、モノレール用剛体電車線や、クレーンなど工場内の搬送装置用給電線を住友電気工業株式会社から委託を受け製造している。

## 概要
アルミ、銅合金、コバールをはじめ各種金属のパイプ材、棒材・線材を製造する「⾦属材料の製造」、ソーラーパネル、携帯電話基地局関連などオーダメイド、OEM／ODMの鉄骨架台製品や産業プラント向けの「加⼯品・設計製品の製造」、異種金属を接合したクラッド管棒製品など特殊金属材料や機能性材料を製造する「試作品の製造／研究開発支援」を主な事業として展開している。

## 沿革
- 1941年12月 - 日本金属株式会社設立
- 1950年12月 - 住友金属工業株式会社 伸銅所の指定工場となる
- 1954年08月 - 関西パイプ工業株式会社と社名変更
- 1960年02月 - 住友電気工業株式会社の指定工場となり、銅帯・銅整流子片の製造開始
- 1961年12月 - 住友軽金属工業株式会社及び住友電気工業株式会社の資本参加あり
- 1962年04月 - 剛体トロリの製造開始
- 1969年09月 - アルミ合金棒製造開始
- 1970年05月 - アルメット線の製造開始
- 1974年05月 - 汎用アルミ線の製造開始
- 1978年03月 - 伸銅工場改築
- 1979年05月 - 光輝焼鈍炉設置
- 1991年11月 - 通信用部材の製造開始
- 2001年04月 - 東京営業所開設
- 2002年08月 - 蒸着工場開設、AL蒸着製品の製造開始
- 2002年09月 - 気化熱交換器の製造開始
- 2003年09月 - ISO9001認証取得
- 2004年10月 - 西工場器材建屋を増築
- 2006年01月 - 次世代太陽電池開発のNEDOプロジェクト参加
- 2007年07月 - AL熱処理炉を更新
- 2008年08月 - ISO14001認証取得
- 2010年09月 - 太陽光パネル取付用金具の製造開始
- 2017年11月 - 蒸着工場を閉鎖、創事業工場を開設
- 2021年12月 - 創立８０周年
- 2022年01月 - 中工場開設、プラント向けダンパー製造開始